# Porella nitidula
Porella nitidula là một loài rêu trong họ Porellaceae. Loài này được (C. Massal. ex Stephani) S. Hatt. mô tả khoa học đầu tiên năm 1969.